# ブライアン・サムディオ
ブライアン・ホセ・サムディオ・セゴビア（Braian Samudio, 1995年12月23日 - ）は、パラグアイ・アルト・パラナ県シウダー・デル・エステ出身のサッカー選手。リーガMX・クルブ・ネカクサ所属。ポジションはFW。

## クラブ経歴
ブラジル全国選手権時代はボアECやグアラニFCなどの下部リーグでプレー。2017年7月17日にチャイクル・リゼスポルへのローン移籍が発表。2017-18シーズンはTFF1.リグ（2部リーグ）で20ゴールを決め、2部リーグ優勝と1年でのスュペル・リグ復帰に貢献。同シーズン終了後に完全移籍が決定。以降3シーズンは計18ゴールを決めた。
2021年6月16日、デポルティーボ・トルーカFCと契約した。

## 代表経歴
2019年6月にパラグアイ代表に初招集。同年9月5日の日本戦で代表戦初出場。先発で起用され、前線で奮闘するも、試合は0-2で敗戦。2021年5月にはコパ・アメリカ2021の代表に選出。6月24日のグループリーグ戦のチリ戦で代表初ゴールを決めた。